# Pont Nicol
Le pont Nicol est un pont routier qui relie East Angus à Westbury en enjambant la rivière Saint-François. Il dessert la région administrative de l'Estrie.

## Description
Le pont est emprunté par la route 214. Il comporte deux voies de circulation, soit une voie dans chaque direction, lesquelles sont séparées par une ligne double centrale. Environ 3 500 véhicules empruntent le pont quotidiennement, soit une moyenne annuelle de 1,3 million de véhicules. 

## Toponymie
Le pont rappelle le souvenir de Jacob Nicol (1876-1958), avocat, homme d'affaires et homme politique québécois qui fut député provincial et ministre de 1921 au 1928. Il a également fondé les journaux La Tribune de Sherbrooke et Le Nouvelliste de Trois-Rivières et a été propriétaire du journal Le Soleil de Québec. 

## Note et référence
1. ↑  Ministère des Transports du Québec - Fiche du pont Nicol
2. ↑  Commission de toponymie du Québec - Pont Nicol